# Z-Ro (album)
Albums de Z-Ro
King of da Ghetto
(2001) Screwed Up Click Representa
(2002)
Z-Ro est le quatrième album studio de Z-Ro, sorti le 22 janvier 2002.

## Liste des titres
| No  | Titre                                             | Contient un (des) sample(s) de | Durée |
| --- | ------------------------------------------------- | ------------------------------ | ----- |
| 1.  | What's My Name?                                   |                                | 3:59  |
| 2.  | Look at Me                                        |                                | 3:29  |
| 3.  | Mirror, Mirror on the Wall                        |                                | 3:08  |
| 4.  | All Night Long (featuring Billy Cook et D.P.)     |                                | 3:22  |
| 5.  | Still Standing (featuring Lil' Flex et Big Mello) | Outstanding de The Gap Band    | 3:39  |
| 6.  | Sunshine (featuring Lil' KeKe)                    |                                | 3:56  |
| 7.  | How Does It Feel?                                 |                                | 3:54  |
| 8.  | Dirty Work (featuring Black Mike et Pharaoh)      |                                | 3:52  |
| 9.  | Still in the Hood                                 |                                | 4:32  |
| 10. | R.I.P.                                            |                                | 4:15  |
| 11. | Hard Times (featuring Trae)                       |                                | 4:53  |
| 12. | Life Is a Bitch (featuring Billy Cook)            |                                | 4:12  |
| 13. | Shelter from da Storm                             |                                | 3:25  |